# Майкъл Айснер
Майкъл Айснер (на английски: Michael Dammann Eisner) е американски бизнесмен, един от директорите на голямата киностудия Парамаунт Пикчърс (1977-1984), а от 22 септември 1984 до 30 септември 2005 г. е председател на най-големия медиен конгломерат в света — Уолт Дисни Къмпани.